# Lokalna vojna
Lokálna vôjna (ali krajévna vôjna, oziroma krájevna ~) je vojna, ki je omejena na ozemlje ene države.
Lokalna in državljanska vojna sta zelo podobna pojma, a nista enaka. Razlika je v dejstvu, kdo je sovražnik, v lokalni vojni se lahko redne oborožene sile borijo proti pripadnikom nerednih sil iz druge države (npr. teroristične skupine, medtem ko se med državljansko vojno bojujeta dve ali več frakciji znotraj države.